# Noegnud

noegnud ("dungeon" in reverse)是NetHack和Slash'EM的SDL图形界面有下面几种模式：
- 角色视角
- 普通上下2D视角
- 45度2D视角
- 真3D视角

OpenGL的应用：所有模式下都可以进行转动。

## 特殊
2004年 noegnud 酝酿了一场针对伊拉克战争的抗议——改变了软件授权协议，让这个项目的授权直接对抗美国法律，从而不能让任何美国商人获益。  Sourceforge，但这样协议有悖 自由软件，开源软件的定义。